# Pośredni Łomnicki Karb
Pośredni Łomnicki Karb (słow. Prostredný lomnický zárez) – przełęcz w górnym fragmencie południowej grani Łomnicy w słowackiej części Tatr Wysokich. Oddziela od siebie Łomnickiego Mniszka na północy i Łomnickiego Kopiniaka na południu. Siodło jest położone tuż poniżej tego ostatniego wzniesienia.
Przełęcz jest wyłączona z ruchu turystycznego. Na zachód z Pośredniego Łomnickiego Karbu opada duża rysa, położona ponad Depresją Wallischa w zachodniej ścianie Łomnicy. Najdogodniejsza droga dla taterników na Pośredni Łomnicki Karb prowadzi ze wschodu od południowych stoków Łomnicy.
Pierwsze potwierdzone wejścia (przy wejściu granią):
- letnie – József Déry i towarzysze, w 1901 r.,
- zimowe – Zoltán Brüll, Štefan Lux i István Zamkovszky, 1 stycznia 1933 r.[2]